# Formänderungswiderstand
Der  Formänderungswiderstand {\displaystyle k_{W}} oder Umformwiderstand ist ein Maß für den Widerstand eines Werkstücks oder Werkstoffs gegen plastische Verformung.

## Definition
Der Formänderungswiderstand
{\displaystyle k_{W}={\frac {F}{A}}}
ist das Verhältnis der zur Verformung notwendigen Kraft F und der bei der Verformung beanspruchten Flächeninhalt A, er hat demnach die Einheit einer Spannung. Bei bekanntem Formänderungswiderstand kW lässt sich also die für plastische Umformung aufzuwendende Kraft bestimmen:
{\displaystyle \Leftrightarrow F=k_{W}\cdot A.}
Der Formänderungswiderstand stellt keine reine Werkstoffeigenschaft dar, da er außer der Werkstoffeigenschaft
Fließspannung {\displaystyle k_{f}} (beeinflusst von der Zusammensetzung und der Temperatur des Werkstoffs) auch die Eigenschaften des betrachteten Umformprozesses (Form des Werkstücks und Geschwindigkeit der Umformung) als Formfunktion {\displaystyle q_{f}\geq 1} berücksichtigt:
{\displaystyle k_{W}=k_{f}\cdot q_{f}.}
Die Formfunktion kann als eine Art inverser Wirkungsgrad interpretiert werden.

## Anwendung
In der praktischen Anwendung von Prozessen der bildsamen Formgebung wird der Formänderungswiderstand zur Berechnung der benötigten Umformkräfte verwendet. Das Verständnis der Zusammenhänge lässt sich auch bei der messtechnischen Bestimmung von Werkstoffeigenschaften nutzen: bei bekanntem qf wird die Werkstoffeigenschaft
{\displaystyle \Leftrightarrow k_{f}={\frac {k_{W}}{q_{f}}}}
mit gemessener Kraft F und Fläche A ermittelt.
Beim Zugversuch, Flachstauchversuch und Zylinderstauchversuch nutzt man die näherungsweise Konstanz
{\displaystyle q_{f}\approx 1}
zur einfachen Bestimmung der Fließspannung oder eines Spannungs-Dehnungs-Diagramms aus.